# Monarquías de Malasia
Las monarquías de Malasia se refieren al sistema de monarquía constitucional que se practica en Malasia. El sistema político de Malasia se basa en el sistema parlamentario de Westminster con las características de una federación. 
Nueve de los estados de Malasia están constitucionalmente encabezados por dirigentes tradicionales malayos. Los nueve estados se denominan colectivamente como los Estados Malayos. Las Constituciones de los Estados limitan la elegibilidad de los tronos a los malayos musulmanes varones de ascendencia real. Siete son monarquías hereditarias basadas en primogenitura agnaticia: Kedah, Kelantan, Johor, Perlis, Pahang, Selangor y Terengganu. En Perak, el trono gira entre tres ramas de la familia real basada en  antigüedad agnaticia. Un estado, Negeri Sembilan, es una monarquía electiva, el gobernante es elegido entre los miembros masculinos de la familia real por jefes hereditarios. Todos los gobernantes, excepto los de Perlis y Negeri Sembilan utilizan el título Sultán. El gobernante de Perlis es un Rajá, mientras que el gobernante de Negeri Sembilan se conoce como Yamtuan Besar (o Yang di-Pertuan Besar).
Cada cinco años, o cuando se produzca una vacante, los gobernantes deben convocar la Conferencia de las Reglas (Idioma malayo: Majlis Raja-Raja) para elegir entre ellos el Yang di-Pertuan Agong, el monarca constitucional federal y Jefe de Estado de Malasia A medida que el Yang di-Pertuan Agong es elegido entre los gobernantes, Malasia en su conjunto es también una monarquía electiva.

## Roles
Cada uno de los nueve gobernantes sirve como el jefe de estado de su propio estado, así como el jefe de la religión del Islam en su estado. Al igual que con otros monarcas constitucionales en todo el mundo, los gobernantes no participan en el gobierno actual en su estado, en su lugar, cada uno de ellos está obligado por la convención para actuar en el consejo del jefe de gobierno de su estado, conocido como Menteri Besar (pl. Menteri-Menteri Besar). Sin embargo, el gobernador de cada estado tiene facultades discrecionales para nombrar al Besar Menteri que tiene la mayoría en la asamblea legislativa del estado, y rechazando la disolución de la asamblea estatal cuando lo solicite el Menteri Besar.
El Yang di-Pertuan Agong es el jefe de estado federal. Sus papeles simbólicos incluyen ser el Comandante en Jefe Fuerzas de las Armadas de Malasia, y llevar a cabo funciones diplomáticas como la recepción de diplomáticos extranjeros y representa Malasia en visitas de estado. El Yang di-Pertuan Agong es la cabeza del Islam en su propio estado, los cuatro estados sin reglas (Penang, Malacca, Sabah y Sarawak) y los Territorios Federales. El Yang di-Pertuan Agong está obligado a delegar todos sus poderes estatales a un regente, a excepción de la función de jefe del Islam. Al igual que otros gobernantes, el Yang di-Pertuan Agong actúa con el asesoramiento del Primer Ministro, y tiene poderes discrecionales para nombrar al Primer Ministro que tiene la mayoría en el Dewan Rakyat, la cámara baja del Parlamento, y negarse a una disolución de el Parlamento. El Yang di-Pertuan Agong también designa el Yang di-Pertua Negeri, los gobernadores ceremoniales para los cuatro estados sin reglas, con el asesoramiento del Primer Ministro y los ministros principales de los estados.
Una característica única de la monarquía constitucional en Malasia es la Conferencia de Gobernantes, que consta de los nueve gobernantes y los cuatro Negeris Yang di-Pertua. La Conferencia se reúne trianualmente para examinar diversas cuestiones relacionadas con las políticas estatales y nacionales. El papel más importante de la Conferencia es elegir el Yang di-Pertuan Agong cada cinco años o cuando se produzca una vacante. Sólo los gobernantes participar en la elección del Yang di-Pertuan Agong, así como los debates relativos a los privilegios de los gobernantes y las observancias religiosas. Otro papel de la Conferencia en el gobierno federal de que el país pueda dar su consentimiento a las modificaciones de determinadas disposiciones arraigadas de la constitución federal, es decir, los relativos a la situación de los gobernantes, de los privilegios especiales de la Bumiputra, el estado de la idioma malayo como el idioma nacional, y el estado del Islam como la religión de la federación.

## Historia
Históricamente, los diversos reinos malayos floreció en la península de Malaca. Los primeros reinos fueron influenciados por la cultura hindú, el Langkasuka ser más notable en la actual Kedah. En el siglo XV, el Sultanato de Malaca se convirtió en la potencia dominante en la península. El Sultanato de Malaca fue el primer estado malayo musulmán sobre la base de la península, que fue también un verdadero poder marítimo regional. Después de la caída de Malaca en 1511, varios gobernantes locales surgieron en la parte norte de la península, que más tarde cayó bajo la influencia de siamés, mientras que dos príncipes de la familia real de Malaca fundada Johor y Perak, respectivamente. El Sultanato de Johor emergió como la potencia dominante en la península. El vasto territorio de Johor llevado a algunas áreas ganando autonomía, que gradualmente se convirtieron en estados independientes.
En el siglo XIX, ya que las luchas internas entre la aristocracia varios malayo amenazó los intereses económicos británicos en la región, los británicos comenzaron una política de intervención. Los británicos concluyó tratados con algunos estados malayos, la instalación de “residentes” como asesores de los gobernantes, que pronto se convirtieron en los poderes de facto dominantes de sus estados. Estos residentes en el poder en todo, excepto en los asuntos de la religión y las costumbres malayas. En 1895, el gobierno de Negeri Sembilan, Pahang, Perak y Selangor se combinaron como los Estados Federados Malayos, encabezada por un Residente General con sede en Kuala Lumpur. El británico luchó Kedah, Kelantan, Perlis y Terengganu de la influencia siamés, ya su vez cada uno de ellos recibió un británico “asesor”. Johor fue el último estado de sucumbir a la presión británica, recibiendo un consejero en 1914. Estos cinco estados fueron conocidos como los Estados malayos no federado.
En 1946, después de la Segunda Guerra Mundial, los británicos se combinan los Estados Federados Malayos y los Estados Malayos no federado, junto con dos de los Establecimientos de los Estrechos, Penang y Malaca, para formar la Unión Malaya que fue encabezada por un gobernador británico. Bajo los términos de la Unión, los gobernantes malayos concedió todos sus poderes a la Corona Británica, excepto en asuntos religiosos. Una amplia oposición de los nacionalistas malayos dio lugar a la reforma del Unión Malaya se convierta en la Federación de Malaya en 1948, en la que los gobernantes fueron restauradas a su papel simbólico como jefes de Estado.
La forma actual de la monarquía constitucional en España data de 1957, cuando la Federación de Malaya obtuvo la independencia. Los gobernantes sirven como jefes constitucionales de sus estados, con los poderes ejecutivos estatales ejercidos por los gobiernos estatales electos por el pueblo. Los gobernantes de elegir entre ellos un jefe de Estado federal, el Yang di-Pertuan Agong, con los poderes ejecutivos federales ejercidos por un gobierno elegido federal. La forma de la monarquía constitucional se mantuvo cuando Malasia se formó en 1963.

## Monarquías por estado

### Kedah
De acuerdo con el Hikayat Merong Mahawangsa, el Reino de Kedah fue fundada alrededor de 630 dC por Raja Maharaja Derbar, que llegó de Gameroon, Persia. El Sultanato de Kedah fue fundada cuando el último rey hindú, Phra Ong Mahawangsa, se convirtió al Islam en 1136. Tomó el nombre Sultan Mudzafar Shah. Descendientes del Sultan Mudzafar seguir gobernando Kedah hoy.
La sede del sultán de Kedah es Anak Bukit.

### Kelantan
Después de siglos de subordinación de Majapahit, Malaca, Siam y Terengganu, Long Muhammad, hijo de Long Yunus, se proclamó sultán en 1800 y obtuvo el reconocimiento como un afluente por los siameses. El control de Kelantan se transfirió a los británicos en virtud del Tratado Anglo-Siamés de 1909.
La capital del estado, Kota Bharu, también sirve como la ciudad real. El palacio principal para las funciones ceremoniales es Istana Besar Balai, mientras Istana Negeri sirve como residencia del sultán actual. El anterior sultán, que aún vive, reside en Istana Mahkota.

### Johor
Los Sultanes tempranas de Johor afirmó ser una continuación del Sultanato de Malaca. El primer sultán, Sultan Alauddin Riayat Shah II era el hijo del último sultán de Malaca, que reinó desde 1528. En el siglo XIX, con el apoyo de los británicos, la familia Temenggong ganó el reconocimiento como gobernantes del Estado. Su primer sultán, Maharaja Abu Bakar es conocido como el fundador de la "moderna Johor". Sus descendientes gobernar el estado actual.
El sultán de Johor reside en la capital, Johor Bahru.

### Negeri Sembilan
Negeri Sembilan's monarchy incorporates a form of federalism, whereby the state is divided into smaller luak(chiefdoms), each with a ruling undang (chieftain). Four of the major chieftains elect the Yang di-Pertuan Besar (Yamtuan Besar), who is the Head of State of Negeri Sembilan.
The first Yamtuan Besar was Raja Melewar, who united the nine small states of Negeri Sembilan, each of which were ruled by a local chieftain. He was sent from the Pagaruyung Kingdom at the request of the Minangkabau nobility in the nine small states in the Malay Peninsula in the 18th century. Raja Melewar was succeeded by other princes sent from Pagaruyung, whose sons did not inherit the throne until Raja Raden in 1831, who was the son of Raja Lenggang.
The seat of the Yamtuan Besar is Seri Menanti.
Monarquía Negeri Sembilan incorpora una forma de federalismo, por el que se divide el estado en menor Luak (cacicazgos), cada uno con un Undang gobernante (cacique). Cuatro de los principales jefes elegir el Yang di-Pertuan Besar (Yamtuan Besar), que es el Jefe de Estado de Negeri Sembilan.
La primera Besar Yamtuan fue Raja Melewar, que unió a los nueve pequeños estados de Negeri Sembilan, cada una de las cuales eran gobernadas por un cacique local. Él fue enviado desde el Reino Pagaruyung a petición de la nobleza Minangkabau en los nueve estados pequeños en la península de Malaca en el siglo XVIII. Raja Melewar fue sucedido por otros príncipes enviados desde Pagaruyung, cuyos hijos no heredan el trono hasta Raja Raden en 1831, que era el hijo del Raja Lenggang.
La sede de la Yamtuan Besar es Seri Menanti.

#### Chieftains / Undang
Jefes son seleccionados entre la nobleza en cada Luak, después de herencia matrilineal, parte del aduanas adat perpatih de estado. El Undang de Sungai Ujong se elige entre los Waris Hulu y familias Waris Hilir, y hereda Kelana el título de Dato' Kelana Petra Seri Jaya. El Undang de Jelebu es elegido entre las cuatro casas nobles, Waris Jelebu, Waris Ulu Jelebu, Waris Sarin y Waris Kemin. Undanges de Johol son una sucesión de miembros de una sola familia en la línea femenina. El hijo de la hermana mayor del titular suele ser el heredero. El Undang de suplentes Rembau entre las dos principales casas nobles en el Luak, a saber, la Waris Jakun (que heredan el título de Dato' Lela Maharaja) y la Waris Jawa (Dato' Sedia di-Raja). Al igual que con los undangs de Johol, el hijo de la hermana mayor del titular es el heredero de la familia.
| Luak         | Título                                     | Undang                       | Reinado desde |
| ------------ | ------------------------------------------ | ---------------------------- | ------------- |
| Sungai Ujong | Dato' Kelana Petra Seri Jaya               | Dato' Shah Bandar            | 1993          |
| Jelebu       | Dato' Mendelika Mentri Akhir ul-Zaman      | Dato’ Haji Musa Abdul Wahab  | 1983          |
| Johol        | Dato' Johan Pahlawan Lela Perkasa Setiawan | Dato' Muhammad Abdul Ghani   | 2007          |
| Rembau       | Dato' Lela Maharaja or Dato' Sedia di-Raja | Dato' Muhammad Sharif Othman | 1999          |

#### Tampin
Además, el distrito de Tampin tiene su propio gobernante hereditario, conocido como el Tunku Besar. El Tunku Besar de Tampin son descendientes de Sharif Sha'aban Syed Ibrahim al-Qadri, el hijo-en-ley de Raja Ali, un miembro de la familia real estado que desafió el reinado del Yang di-Pertuan Besar a principios del siglo XIX.
| Distrito | Título      | Titular                                     | Reinado desde |
| -------- | ----------- | ------------------------------------------- | ------------- |
| Tampin   | Tunku Besar | Tunku Syed Razman Tunku Syed Idrus Al-Qadri | 2005          |

### Pahang
La moderna casa real de Pahang es una rama de la familia real de Johor. Se celebró el título de Bendahara. En 1853, el Bndahara, Tun Muhammad Tahir, se separó del sultán de Johor y declaró el estado de Pahang independiente. Fue depuesto por su hermano Ahmad, quien se declaró Sultan en 1884.

### Perlis
Syed Hussein Jamalullail, el hijo de Syed Abu Bakar Jamalullail, el jefe de Arau, a la hija del Sultan Dziaddin de Kedah, fue reconocido como Raja de Perlis por los siameses después de ayudar a sofocar una rebelión por el Raja de Ligor, un microestado en la región de Pattani. Los Jamalullailes son de ascendencia árabe y seguir gobernando el estado de Perlis.
La sede de la Raja de Perlis es Arau.

### Perak
El sultanato Perak es fundada por el hijo del último sultán de Malaca, Sultan Muzaffar Shah. Sus descendientes todavía viven hasta el día de hoy.
El sultán de Perak reside en Istana Iskandariah en Kuala Kangsar.

## Sucesión
En siete de los estados malayos, orden de sucesión se determina generalmente por aproximadamente primogenitura agnaticia. Ninguna mujer puede llegar a ser gobernante y descendientes femeninas de línea son generalmente excluidos de la sucesión.
En Negeri Sembilan, el Yamtuan Besar del Estado está nominalmente elegidos por un fallo del Consejo de Caciques Cuatro (Undang Empat), aunque la sucesión se mantiene dentro de la familia real estado. En 1967, tras la muerte de Tuanku Munawir, su hijo, Tunku Muhriz no fue seleccionado como el próximo Besar Yamtuan a causa de su juventud. En cambio, los Chieftains elegido a su tío, Tuanku Jaafar, para suceder a su padre. En 2008, tras la muerte de Tuanku Jaafar, los Chieftains pasó hijos Jaafar y eligió Tunku Muhriz como el próximo gobernante.
En Perak, el trono se rota entre tres ramas de la familia real. El sistema se originó en el siglo XIX durante el reinado del sultán el 18 de Perak, cuando se decidió que el trono se rotaría entre sus tres hijos y sus descendientes. Hay seis posiciones en el orden de sucesión, nombrados por el sultán reinante asesorado por su Consejo Real. Tradicionalmente, el hijo mayor del sultán reinante se coloca al final de la línea. Cuando se produce una vacante en la línea de sucesión, las personas que están detrás de la línea suele moverse hacia arriba, y el grupo que anteriormente ocupó el puesto vacante se omite. Sin embargo, el orden de sucesión está sujeta a modificaciones por el sultán y su Consejo Real. Por ejemplo, en 1987, Sultan Azlan Shah nombró a su hijo mayor como el Raja Muda (primero en la línea de sucesión), sin pasar por los candidatos de las otras dos ramas.
El Yang di-Pertuan Agong es elegido por y entre los nueve gobernantes (con exclusión de los menores de edad) cada cinco años o cuando se produzca una vacante (por muerte, renuncia o deposición por mayoría de votos de los gobernantes). El Yang di-Pertuan Agong sirve un máximo de cinco años y no podrá ser reelegido hasta que todos los otros estados había tomado su turno. Cuando la oficina se creó en 1957, por orden de antigüedad de los gobernantes se basa en la duración de sus reinados en los tronos del Estado. Cuando el primer ciclo de rotación se completó en 1994, el orden de los estados en el primer ciclo se convirtió en la base de la orden para el segundo ciclo.

## Tabla de las monarquías
| Estado             | Monarca               | Sucesión                | Titular                    | Fecha de nacimiento     | Reina desde              | Designado heredero                                   |
| ------------------ | --------------------- | ----------------------- | -------------------------- | ----------------------- | ------------------------ | ---------------------------------------------------- |
| Bandera de Malasia | Yang di-Pertuan Agong | monarquía electiva      | Sultan Abdul Halim         | 28 de noviembre de 1927 | 13 de diciembre de 2011  | Ninguno, elegido por la Conferencia de Gobernantes   |
|                    | Sultan                | primogenitura agnaticia | Sultan Ibrahim Ismail      | 22 de noviembre de 1958 | 23 de enero de 2010      | Tunku Ismail Idris, Tunku Mahkota (eldest son)       |
|                    | Sultan                | primogenitura agnaticia | Sultan Abdul Halim         | 28 de noviembre de 1927 | 15 de julio de 1958      | Tunku Abdul Malik, Raja Muda (brother)               |
|                    | Sultan                | primogenitura agnaticia | Muhammad V                 | 6 de octubre de 1969    | 13 de septiembre de 2010 | Tengku Muhammad Faiz Petra, Tengku Mahkota (brother) |
|                    | Yamtuan Besar         | monarquía electiva      | Tuanku Muhriz              | 14 de enero de 1948     | 29 de diciembre de 2008  | None; elected by the Four Ruling Chieftains          |
|                    | Sultan                | primogenitura agnaticia | Sultan Ahmad Shah          | 14 de octubre de 1930   | 7 de mayo de 1974        | Tengku Abdullah, Tengku Mahkota (eldest son)         |
|                    | Sultan                | antigüedad agnaticia    | Sultan Azlan Shah          | 19 de abril de 1928     | 3 de febrero de 1984     | Raja Nazrin Shah, Raja Muda (appointed; eldest son)  |
|                    | Raja                  | primogenitura agnaticia | Tuanku Syed Sirajuddin     | 17 de mayo de 1943      | 17 de abril de 2000      | Tuanku Syed Faizuddin, Raja Muda (eldest son)        |
|                    | Sultan                | primogenitura agnaticia | Sultan Sharafuddin         | 24 de diciembre de 1945 | 21 de noviembre de 2001  | Tengku Amir Shah, Raja Muda (eldest son)             |
|                    | Sultan                | primogenitura agnaticia | Sultan Mizan Zainal Abidin | 22 de enero de 1962     | 15 de mayo de 1998       | Tengku Muhammad Ismail, Raja Muda (hijo mayor)       |

## Consortes
El título de la consorte de un monarca no es generalmente fijo y no se obtiene automáticamente por cortesía. Una consorte sólo puede utilizar un título, si se lo conceden a ella, ya sea por orden del gobernante o durante una ceremonia de coronación. El título de una consorte en un estado también puede cambiar dependiendo de la regla. Por ejemplo, la esposa del Sultán Ismail Nasiruddin de Terengganu era conocida como la Tengku Ampuan Besar, mientras que la esposa de su nieto Sultán Mizan Zainal Abidin se conoce como la Sultana (antes Permaisuri).
Los títulos de las consortes suelen adoptar la forma de: Cik Puan, Perempuan Raja, Sultanah, Ampuan Tengku, Permaisuri Raja, Permaisuri Tengku o Permaisuri.

## Capitales Reales
Las capitales reales son las ciudades y pueblos donde las residencias oficiales de los gobernantes se encuentran. En algunos estados, la capital real es diferente de la capital administrativa.
El Yang di-Pertuan Agong reside en Kuala Lumpur.
| Estados | Real Capital                | Capital del estado | Regla título                          |
| ------- | --------------------------- | ------------------ | ------------------------------------- |
|         | Johor Bahru (Pasir Pelangi) | Johor Bahru        | Sultán                                |
|         | Alor Setar (Anak Bukit)     | Alor Setar         | Sultán                                |
|         | Kota Bharu                  | Kota Bharu         | Sultán                                |
|         | Seri Menanti                | Seremban           | Yamtuan Besar (Yang di-Pertuan Besar) |
|         | Pekan                       | Kuantan            | Sultán                                |
|         | Kuala Kangsar               | Ipoh               | Sultán                                |
|         | Arau                        | Kangar             | Rajá                                  |
|         | Klang                       | Shah Alam          | Sultán                                |
|         | Kuala Terengganu            | Kuala Terengganu   | Sultán                                |